# Classe Le Fougueux
La classe Le Fougueux (dal nome della prima unità), è stata una classe di navi prodotta dall'industria navale francese per la Marine nationale dopo la fine della seconda guerra mondiale. Le navi della classe Le Fougueux, secondo la nomenclatura navale francese dell'epoca, erano classificate escorteurs côtiers, erano contraddistinte dal pennant number P ed erano equiparabili a degli pattugliatore.

## Descrizione
Nove navi di questa classe furono costruite in Francia da cantieri militari o civili finanziate dalla NATO nel quadro del Mutual Defense Assistance Program.
Queste nove navi destinate alla lotta antisommergibile derivavano direttamente dai pattugliatori/cacciasommergibili della classe PC-461.
Di queste nove navi, 3 furono assegnate alla Francia, 3 al Portogallo, 1 alla Jugoslavia, 1 all'Etiopia e 1 alla Germania Ovest.

## Unità
| N° HCS                                   | Nome             | Ingresso in servizio | Disarmo          | Note |                  |
| Marine nationale                         | Marine nationale | Marine nationale     | Marine nationale | Marine nationale | Marine nationale |
| ---------------------------------------- | ---------------- | -------------------- | ---------------- | --- | ---------------- |
| P641 PC-1610                             | Le Fougueux      | 21 luglio 1955       | giugno 1975      | restituito agli USA, poi di proprietà dell'associazione Le Fougueux foundation nei Paesi Bassi                                                                         |                  |
| P642 PC-1611                             | L'Opiniâtre      | 13 dicembre 1955     | 21 ottobre 1975  | restituito agli USA, poi demolito nei Paesi Bassi |                  |
| P643 PC-1612                             | L'Agile          | 20 settembre 1955    | febbraio 1976    | restituito agli USA, poi demolito nel Regno Unito |                  |
| Marinha Portuguesa                       |                  |                      |                  | |                  |
| P587 PC-1613                             | Maio             | 27 settembre 1954    |                  | |                  |
| P588 PC-1614                             | Porto Santo      | 9 febbraio 1955      |                  | |                  |
| P589 PC-1617                             | Sao Nicolus      | 7 giugno 1955        |                  | |                  |
| Marina militare iugoslava                |                  |                      |                  | |                  |
| PBR 51 PC-1615                           | Udarnik          | gennaio 1956         | 1984             | affondato nel 1988 |                  |
| Marina militare etiope · Marina Militare |                  |                      |                  | |                  |
| --- PC-1616                              | Zerai Deres      | 23 agosto 1955       | 1977             | costruito per la Germania, trasferito all'Etiopia nel 1957, poi restituito agli USA, poi trasferito all'Italia nel 1959, in servizio come Vedetta (F 597) fino al 1977 |                  |
| Bundesmarine · Al-Bahriyya al-Tūnisiyya  |                  |                      |                  | |                  |
| W-51 PC-1618                             | Wachboot W-51    | 12 marzo 1957        | 1980             | venduto alla Tunisia nel 1970, in servizio come Sakiet Sidi Youssef (P 303) fino alla metà degli anni 80                                                               |                  |